# Fletcherana leucoxyla
Fletcherana leucoxyla là một loài bướm đêm thuộc họ Geometridae. Nó là loài đặc hữu của Kauai.